# Germain de Fleurimont Moulinier
Pour les articles homonymes, voir Fleurimont et Moulinier.
Germain de Fleurimont Moulinier fut gouverneur de Bourbon entre le 18 juin 1678 et janvier 1680, date à laquelle il fut retrouvé mort dans une petite ravine, près de Saint-Paul, ravine qui portera son nom, la ravine Fleurimont. 

## Biographie
Il arrive dans l'île de l'océan Indien alors appelée Bourbon le 19 novembre 1674 à bord de l'une des deux modestes embarcations sous le commandement de l'amiral Jacob Blanquet de la Haye, La Velse et Le Ramequin. Lieutenant, il est désigné par ledit amiral pour rester dans l'île aux côtés du révérend Père Bonnet et de 17 nouveaux colons afin d'aider Henry Esse d'Orgeret dans son nouveau rôle de gouverneur — ce dernier a été proclamé à ce poste le 1er décembre à neuf heures du matin devant l'église de Saint-Paul. À cette époque, la colonie compte environ 128 habitants : 62 Blancs adultes et enfants, 43 Malgaches adultes et enfants, 15 Indiens et 8 métisses.
Le décès de d'Orgeret fait de Fleurimont le nouveau gouverneur le 18 juin 1678. 
Le début de son mandat est marqué par l'arrivée dans l'île de quatorze jeunes femmes indiennes et indo-portugaises en novembre 1678. Elles rejoignent les 13 femmes malgaches et les 8 Françaises recensées, contribuant à développer le peuplement de l'île.
La colonie est pauvre, les commandants de la Compagnie des Indes sont accusés d'abus, comme en témoigne une pétition des colons adressée à Colbert le 16 novembre 1678. Dans sa lettre à Colbert du 20 novembre 1678, Fleurimont appuie cette pétition dans des termes plus conciliants. Il signale également la prolifération de rats arrivés par bateau, qui s'attaquent aux réserves et aux cultures. Il y relate également l'attaque et le pillage par des Marrons de l'habitation du Roi dans laquelle deux Français sont assassinés. 
Pour faire face au marronnage, qui s'est développé dans l'île à la suite du massacre de Fort-Dauphin en 1674, où des colons français furent attaqués, Fleurimont organise des battues de "Madagascarins".
Selon Eugène Dayot, on lui doit l'importation et la plantation de graines de  l'herbe pagode, dont les pointes acérées obligèrent le port de chaussures, lesquelles étaient vendues par la Compagnie des Indes.
Sa mort est énigmatique : noyade alors qu'il pêchait dans la ravine pour la version officielle, apoplexie selon Güet ou empoisonnement selon la rumeur publique.